# فاطمه زهرا قسنطینی
فاطمه زهرا اوهاچی-وزلی (با نام اصلی قسنطینی) یک زن الجزایری است که از سال ۱۹۹۵ تا ۲۰۰۴ (۱۳۷۴ تا ۱۳۸۳) نخستین گزارش‌گر ویژه سازمان ملل در زمینه پس‌ماندهای سمی بود. پیش از این سمت، او از سال ۱۹۸۹ تا ۱۹۹۴ (۱۳۶۸تا۱۳۷۳) به عنوان گزارش‌گر ویژه در کمیسیون فرعی پیشگیری از تبعیض و حمایت از اقلیت‌ها (Sub-Commission on the Promotion and Protection of Human Rights) فعالیت می‌کرد.

## فعالیت
قسنطینی عضو کمیسیون فرعی پیشگیری از تبعیض و حمایت از اقلیت‌ها بود که در ۱۹۸۹ (۱۳۶۸) به عنوان گزارشگر ویژه حقوق بشر و محیط زیست منصوب شد. او در سال ۱۹۹۰ برای کمیسیون حقوق بشر سازمان ملل تحقیقات چهار ساله‌ای را درباره حقوق زیست‌محیطی بشر آغاز کرد. پس از تکمیل پژوهش‌های خود در سال ۱۹۹۴، یافته‌هایش را ارائه داد و پیش‌نویس اعلامیه اصول حقوق بشر و محیط زیست را امضا کرد.
در سال ۱۹۹۵ (۱۳۷۴)، قسنطینی به‌عنوان گزارش‌گر ویژه سازمان ملل در زمینه پس‌ماندهای سمی منصوب شد. در آغاز دوره فعالیت خود، او اطلاعاتی درباره تأثیرات بهداشتی دفع پس‌ماندهای سمی گردآوری کرد. پس از ارائه گزارش خود در سال ۱۹۹۷، فاطمه دفتر کمیساریای عالی حقوق بشر سازمان ملل را به دلیل عدم تأمین بودجه کافی برای انجام تحقیقات میدانی مورد انتقاد قرار داد. پس از انتصاب مجدد در سال ۱۹۹۸، او شروع به تدوین پیشنهادهایی برای حذف دفع پس‌ماندهای سمی در کشورهای در حال توسعه کرد. آخرین دوره فعالیت قسنطینی به عنوان گزارش‌گر ویژه در سال ۲۰۰۱ (۱۳۸۰) آغاز شد و در سال ۲۰۰۴ به پایان رسید.
1. ↑  "Fighting dirty business: litigating environmental racism". European Roma Rights Centre (به مجاری). Retrieved 2025-03-17.